# Líder del Kuomintang
El líder del Kuomintang es el líder partidario del Kuomintang en la República de China. Anteriormente, el cargo se denominó presidente (1912-1914), primer ministro (1919-1925), presidente del Comité Ejecutivo Central (1925-1938), director general (1938-1975) y líder (desde 1975). Actualmente, el cargo lo ocupa Eric Chu, quien asumió el 5 de octubre de 2021, tras la décima elección directa de la dirección del partido. El presidente es elegido directamente por los miembros del partido por un período de cuatro años y puede ser reelegido para un segundo mandato.

## Lista de líderes partidarios
hace referencia a un líder interino.

### Presidentes (1912-1914)
| N.° | Retrato | Nombre       | Duración en el cargo | Duración en el cargo |
| --- | ------- | ------------ | -------------------- | -------------------- |
| 1   |         | Sun Yat-sen  | 25 de agosto de 1912 | 8 de julio de 1914   |
| —   |         | Song Jiaoren | 25 de agosto de 1912 | 22 de marzo de 1913  |

Sun Yat-sen sirvió como premier del Kuomintang entre el 8 de julio de 1914 y el 10 de octubre de 1919.

### Premier (1919-1925)
| N.° | Retrato             | Nombre      | Duración en el cargo                    | Duración en el cargo | Elección partidaria |
| --- | ------------------- | ----------- | --------------------------------------- | -------------------- | ------------------- |
| (1) |                     | Sun Yat-sen | 10 de octubre de 1919                   | 30 de enero de 1924  |                     |
| (1) | 30 de enero de 1924 | Sun Yat-sen | 12 de marzo de 1925 (Murió en el cargo) | I Congreso           |                     |

### Presidentes del Comité Ejecutivo Central (1925-1938)

#### Liderazgo colectivo
Tras la muerte de Sun Yat-sen en 1925, el Comité Ejecutivo Central se convirtió en la dirección colectiva del Kuomintang. El 19 de mayo de 1926, el Comité Ejecutivo Central resolvió establecer la presidencia. En marzo de 1927, se restableció la dirección colectiva del comité, por lo que la presidencia quedó abolida hasta el 7 de diciembre de 1935.
Los miembros del Comité incluyen:
| 1925-1926 | 1927-1935 |
| --- | --- |
| - Tan Pingshan (12 de marzo de 1925-19 de mayo de 1926) - Dai Jitao (12 de marzo de 1925-16 de enero de 1926) - Liao Zhongkai (12 de marzo de 1925-20 de agosto de 1925, murió en el cargo) - Wang Jingwei (22 de enero de 1926-19 de mayo de 1926) - Tan Yankai (22 de enero de 1926-19 de mayo de 1926) - Chiang Kai-shek (22 de enero de 1926-19 de mayo de 1926) - Lin Boqu (22 de enero de 1926-19 de mayo de 1926) - Hu Hanmin (22 de enero de 1926-19 de mayo de 1926) - Chen Gongbo (22 de enero de 1926-19 de mayo de 1926) - Kan Nai-kuang (22 de enero de 1926-19 de mayo de 1926) - Yang Pao'an (22 de enero de 1926-19 de mayo de 1926) | - Chiang Kai-shek (1 de marzo de 1927-7 de diciembre de 1935) - Wang Jingwei (1 de marzo de 1927-7 de febrero de 1928, 28 de diciembre de 1931-7 de diciembre de 1935) - Tan Yankai (1 de marzo de 1927-7 de febrero de 1928) - Sun Fo (1 de marzo de 1927-7 de febrero de 1928, 21 de septiembre de 1928-7 de diciembre de 1935) - Ku Meng-yu (1 de marzo de 1927-7 de febrero de 1928, 28 de diciembre de 1931-7 de diciembre de 1935) - Tan Pingshan (1 de marzo de 1927-7 de febrero de 1928) - Chen Gongbo (1 de marzo de 1927 – 7 de febrero de 1928) - Xu Qian (1 de marzo de 1927-7 de febrero de 1928) - Wu Yu-chang (1 de marzo de 1927 – 7 de febrero de 1928) - Dai Jitao (7 de febrero de 1928-28 de diciembre de 1931) - Ding Weifen (7 de febrero de 1928-28 de diciembre de 1931) - Yu Youren (7 de febrero de 1928-7 de diciembre de 1935) - Tan Yankai (7 de febrero de 1928-28 de diciembre de 1931) - Hu Hanmin (21 de septiembre de 1928-7 de diciembre de 1935) - Chen Guofu (28 de marzo de 1929-7 de diciembre de 1935) - Yeh Chu-cheng (28 de marzo de 1929-7 de diciembre de 1935) - Ju Zheng (28 de diciembre de 1931-7 de diciembre de 1935) |

| N.° | Retrato                                          | Nombre                                           | Duración en el cargo    | Duración en el cargo                   | Elección partidaria |
| --- | ------------------------------------------------ | ------------------------------------------------ | ----------------------- | -------------------------------------- | ------------------- |
| —   | Liderazgo colectivo del Comité Ejecutivo Central | Liderazgo colectivo del Comité Ejecutivo Central | 12 de marzo de 1925     | 19 de mayo de 1926                     | I Congreso          |
| 2   |                                                  | Zhang Renjie                                     | 19 de mayo de 1926      | 6 de julio de 1926                     | II Congreso         |
| —   | 6 de julio de 1926                               | Zhang Renjie                                     | 11 de marzo de 1927     |                                        | II Congreso         |
| 3   |                                                  | Chiang Kai-shek                                  | 6 de julio de 1926      | 11 de marzo de 1927                    | II Congreso         |
| —   | Liderazgo colectivo del Comité Ejecutivo Central | Liderazgo colectivo del Comité Ejecutivo Central | 11 de marzo de 1927     | 28 de marzo de 1929                    | II Congreso         |
| —   | Liderazgo colectivo del Comité Ejecutivo Central | Liderazgo colectivo del Comité Ejecutivo Central | 28 de marzo de 1929     | 23 de noviembre de 1931                | III Congreso        |
| —   | Liderazgo colectivo del Comité Ejecutivo Central | Liderazgo colectivo del Comité Ejecutivo Central | 23 de noviembre de 1931 | 23 de noviembre de 1935                | IV Congreso         |
| —   | Liderazgo colectivo del Comité Ejecutivo Central | Liderazgo colectivo del Comité Ejecutivo Central | 23 de noviembre de 1935 | 7 de diciembre de 1935                 | V Congreso          |
| 4   |                                                  | Hu Hanmin                                        | 7 de diciembre de 1935  | 12 de mayo de 1936 (Murió en el cargo) | V Congreso          |
| —   |                                                  | Chiang Kai-shek                                  | 12 de mayo de 1936      | 1 de abril de 1938                     | V Congreso          |

### Director general (1938-1975)
| N.° | Retrato                 | Nombre          | Duración en el cargo                   | Duración en el cargo | Elección partidaria     |
| --- | ----------------------- | --------------- | -------------------------------------- | -------------------- | ----------------------- |
| —   |                         | Chiang Kai-shek | 1 de abril de 1938                     | 17 de mayo de 1945   | Congreso Extraordinario |
| (3) | 17 de mayo de 1945      | Chiang Kai-shek | 20 de octubre de 1952                  | VI Congreso          |                         |
| (3) | 20 de octubre de 1952   | Chiang Kai-shek | 23 de octubre de 1957                  | VII Congreso         |                         |
| (3) | 23 de octubre de 1957   | Chiang Kai-shek | 22 de noviembre de 1963                | VIII Congreso        |                         |
| (3) | 22 de noviembre de 1963 | Chiang Kai-shek | 9 de abril de 1969                     | IX Congreso          |                         |
| (3) | 9 de abril de 1969      | Chiang Kai-shek | 5 de abril de 1975 (Murió en el cargo) | X Congreso           |                         |

### Líder/presidente (desde 1975)
| N.°  | Retrato                  | Nombre                 | Duración en el cargo                    | Duración en el cargo             | Mandato                                    | Elección partidaria                        | Notas                                                                                         |
| ---- | ------------------------ | ---------------------- | --------------------------------------- | -------------------------------- | ------------------------------------------ | ------------------------------------------ | --------------------------------------------------------------------------------------------- |
| —    |                          | Chiang Ching-kuo       | 28 de abril de 1975                     | 16 de noviembre de 1976          | Elegido por el Comité Ejecutivo Central    | X Congreso                                 | Como presidente del Comité Ejecutivo Central                                                  |
| 5    | 16 de noviembre de 1976  | Chiang Ching-kuo       | 4 de abril de 1981                      | 1976 (sin oposición)             | XI Congreso                                |                                            | Como presidente del Comité Ejecutivo Central                                                  |
| 5    | 4 de abril de 1981       | Chiang Ching-kuo       | 13 de enero de 1988 (Murió en el cargo) | 1981 (sin oposición)             | XII Congreso                               |                                            | Como presidente del Comité Ejecutivo Central                                                  |
| —    |                          | Lee Teng-hui           | 27 de enero de 1988                     | 8 de julio de 1988               | XII Congreso                               | Elegido por el Comité Central Permanente   | Dimitió tras la derrota en las elecciones presidenciales de 2000.                             |
| 6    | 8 de julio de 1988       | Lee Teng-hui           | 22 de agosto de 1993                    | 1988 (sin oposición)             | XIII Congreso                              |                                            | Dimitió tras la derrota en las elecciones presidenciales de 2000.                             |
| 6    | 22 de agosto de 1993     | Lee Teng-hui           | 28 de agosto de 1997                    | 1993 (sin oposición)             | XIV Congreso                               |                                            | Dimitió tras la derrota en las elecciones presidenciales de 2000.                             |
| 6    | 28 de agosto de 1997     | Lee Teng-hui           | 24 de marzo de 2000 (Renunció)          | 1997 (sin oposición)             | XV Congreso                                |                                            | Dimitió tras la derrota en las elecciones presidenciales de 2000.                             |
| —    |                          | Lien Chan              | 24 de marzo de 2000                     | 18 de junio de 2000              | XV Congreso                                | Elegido por el Comité Central Permanente   |                                                                                               |
| 7    | 18 de junio de 2000      | Lien Chan              | 30 de julio de 2001                     | 2000                             | XV Congreso                                |                                            |                                                                                               |
| 7    | 30 de julio de 2001      | Lien Chan              | 19 de agosto de 2005                    | 2001                             | XVI Congreso                               |                                            |                                                                                               |
| 8    |                          | Ma Ying-jeou           | 19 de agosto de 2005                    | 13 de febrero de 2007 (Resigned) | 2005                                       | XVII Congreso                              | Dimitió en medio de acusaciones de corrupción                                                 |
| —    |                          | Wu Po hsiung           | 13 de febrero de 2007                   | 14 de marzo de 2007 (Resigned)   | El vicepresidente como presidente interino | XVII Congreso                              | Renunció para presentarse como candidato a la elección presidencial del KMT en 2007           |
| —    |                          | Chiang Pin-kung        | 14 de marzo de 2007                     | 11 de abril de 2007              | El vicepresidente como presidente interino | XVII Congreso                              |                                                                                               |
| 9    |                          | Wu Po-hsiung           | 11 de abril de 2007                     | 17 de octubre de 2009            | 2007                                       | XVII Congreso                              |                                                                                               |
| (8)  |                          | Ma Ying-jeou           | 17 de octubre de 2009                   | 29 de septiembre de 2013         | 2009                                       | XVIII Congreso                             | Dimitió tras la derrota en las elecciones municipales de 2014                                 |
| (8)  | 29 de septiembre de 2013 | Ma Ying-jeou           | 3 de diciembre de 2014                  | 2013                             | XIX Congreso                               |                                            | Dimitió tras la derrota en las elecciones municipales de 2014                                 |
| —    |                          | Wu Den-yih             | 3 de diciembre de 2014                  | 19 de enero de 2015              | XIX Congreso                               | El vicepresidente como presidente interino |                                                                                               |
| 10   |                          | Eric Chu Li-luan       | 19 de enero de 2015                     | 16 de enero de 2016              | XIX Congreso                               | 2015                                       | Dimitió tras la derrota en las elecciones presidenciales y legislativas de 2016               |
| —    |                          | Huang Min-hui          | 16 de enero de 2016                     | 30 de marzo de 2016              | XIX Congreso                               | El vicepresidente como presidente interino |                                                                                               |
| 11   |                          | Hung Hsiu-chu          | 30 de marzo de 2016                     | 3 de julio de 2017 (Renunció)    | XIX Congreso                               | 2016                                       | Dimitió tras el fracaso de la reelección                                                      |
| —    |                          | Lin Junq-tzer          | 3 de julio de 2017                      | 19 de agosto de 2017             | XIX Congreso                               | El vicepresidente como presidente interino |                                                                                               |
| 12   |                          | Wu Den-yih             | 20 de agosto de 2017                    | 15 de enero de 2020              | 2017                                       | XX Congreso                                | Dimitió tras la derrota en las elecciones presidenciales y legislativas de 2020               |
| —    |                          | Lin Rong-te            | 15 de enero de 2020                     | 9 de marzo de 2020               | Elegido por el Comité Central Permanente   | XX Congreso                                | Miembro del Comité Permanente Central, líder interino tras la renuncia de los vicepresidentes |
| 13   |                          | Johnny Chiang Chi-chen | 9 de marzo de 2020                      | 5 de octubre de 2021             | 2020                                       | XX Congreso                                |                                                                                               |
| (10) |                          | Eric Chu Li-luan       | 5 de octubre de 2021                    | Presente                         | 2021                                       | XXI Congreso                               |                                                                                               |

## Lista de líderes eternos y honorables
- Premier eterno: Sun Yat-sen
- Director general eterno: Chiang Kai-shek
- Honorable líder:
  - Lien Chan (2005-2015)
  - Wu Po-hsiung (2009-2015)